# 황통
황통(皇統, 1141년 1월 ~ 1149년 12월)은 금나라 희종(熙宗) 완안 단(完顔 亶)의 첫번째 연호이다. 8년 11개월 가량 사용하였다. 희종(熙宗)이 죽고 난후에 폐제(廢帝) 해릉양왕(海陵煬王)이 천덕으로 개원할 때까지 사용하였다.

## 개원
- 천권(天眷) 4년 1월 13일[1](1141년 2월 21일)에 연호를 황통(皇統)으로 개원함.[2][3][4]

- 황통(皇統) 9년 12월 11일[5](1150년 1월 11일)에 연호를 천덕(天德)으로 개원함.[6][7][4]

## 연대 대조표
| 황통       | 원년            | 2년        | 3년        | 4년        | 5년        | 6년        | 7년        | 8년        | 9년        |
| 서기(西紀) | 1141년          | 1142년     | 1143년     | 1144년     | 1145년     | 1146년     | 1147년     | 1148년     | 1149년     |
| 간지(干支) | 신유(辛酉)      | 임술(壬戌) | 계해(癸亥) | 갑자(甲子) | 을축(乙丑) | 병인(丙寅) | 정묘(丁卯) | 무진(戊辰) | 기사(己巳) |
| 남송(南宋) | 소흥(紹興) 11년 | 12년       | 13년       | 14년       | 15년       | 16년       | 17년       | 18년       | 19년       |

## 동시대 연호

### 중국
송(宋)
- 소흥(紹興) (1131년 ~ 1162년)

서하(西夏)
- 대경(大慶) (1140년 ~ 1143년)
- 인경(人慶) (1144년 ~ 1148년)
- 천성(天盛) (1149년 ~ 1169년)

대리국(大理國)
- 광운(廣運) (1138년 ~ 1147년)
- 영정(永貞) (1147년 ~ 1148년)
- 대보(大寶) (1149년 ~ 1156년)

서요(西遼)
- 강국(康國) (1134년 ~ 1143년)
- 함청(咸淸) (1144년 ~ 1150년)

기타
- 왕법은(王法恩) 나평(羅平) (1141년)
- 오라패극렬(熬羅孛極烈) 천흥(天興) (1147년)

### 베트남
- 다이딘(大定) (1140년 ~ 1162년)

### 일본
- 호엔(保延) (1135년 ~ 1141년)
- 에이지(永治) (1141년 ~ 1142년)
- 고지(康治) (1142년 ~ 1144년)
- 덴요(天養) (1144년 ~ 1145년)
- 규안(久安) (1145년 ~ 1151년)

## 같이 보기
- 중국의 연호 목록